# Oh Land
Nanna Øland Fabricius (* 2. května 1985 Kodaň), známá pod pseudonymem Oh Land, je dánská zpěvačka, žijící v newyorském Brooklynu.

## Osobní život
Oh Land se narodila v Kodani, jejími rodiči jsou varhaník Bendt Fabricius a operní pěvkyně Bodil Øland. Jejím prapradědečkem byl misionář a etnograf Otto Fabricius, který v roce 1780 vydal první zoologický průzkum Grónska, Fauna Groenlandica.
Studovala na Dánské a Švédské královské baletní škole, kvůli zranění způsobenému výhřezem ploténky a frakturou obratle ale musela s tancem skončit, což ji později zavedlo k hudební tvorbě.

## Kariéra
Její debutové album Fauna vyšlo 10. listopadu 2008 u dánského nezávislého vydavatelství Fake Diamond Records. Následující eponymní album vyšlo 14. března 2011 a v dánské hitparádě vystoupalo na páté místo; ve Spojených státech vyšlo 15. března 2011 u Epic Records a v hitparádě Billboard 200 dosáhlo 184. místa. Ještě předtím, 19. října 2010, vyšlo stejnojmenné EP obsahující čtyři písně. 7. dubna 2011 získala na NewNowNext ocenění Brink of Fame Music Artist.
Svůj singl „Sun of a Gun“ představila v americké Noční show Davida Lettermana 2. března 2011, později vystoupila také v Jimmy Kimmel Live! a The Late Late Show with Craig Ferguson. Jako předskokan se v březnu 2011 účastnila severoamerického turné skupiny Orchestral Manoeuvres in the Dark, a doprovázela Siu na turné We Are Born v červenci a srpnu 2011. Také vystoupila na několika koncertech Katy Perry při jejím americkém California Dreams Tour v srpnu 2011 a britském a irském turné v říjnu a listopadu.
V roce 2007 se objevila ve vedlejší roli v dánském psychologickém filmu Hvid nat.

## Diskografie

### Studiová alba
| Rok  | Název      | Umístění v hitparádách | Umístění v hitparádách | Ocenění            |
| Rok  | Název      | DEN                    | US                     | Ocenění            |
| ---- | ---------- | ---------------------- | ---------------------- | ------------------ |
| 2008 | Fauna      | —                      | —                      |                    |
| 2011 | Oh Land    | 5.                     | 184.                   | - DEN: zlatá deska |
| 2013 | Wish Bone  | —                      | —                      |                    |
| 2014 | Earth Sick | —                      | —                      |                    |

### EP
- Oh Land (2010)
- Head Up High (The Remixes) (2015)

### Singly
| Rok  | Název               | Umístění v hitparádách | Umístění v hitparádách | Umístění v hitparádách | Umístění v hitparádách | Album      |
| Rok  | Název               | DEN                    | AUT                    | GER                    | US Dance               | Album      |
| ---- | ------------------- | ---------------------- | ---------------------- | ---------------------- | ---------------------- | ---------- |
| 2008 | „Audition Day“      | —                      | —                      | —                      | —                      | Fauna      |
| 2009 | „Heavy Eyes“        | —                      | —                      | —                      | —                      | Fauna      |
| 2010 | „Sun of a Gun“      | —                      | 59.                    | 60.                    | 12.                    | Oh Land    |
| 2011 | „Rainbow“           | —                      | —                      | —                      | —                      | Oh Land    |
| 2011 | „White Nights“      | 18.                    | —                      | —                      | —                      | Oh Land    |
| 2011 | „Speak Out Now“     | 4.                     | —                      | —                      | —                      | Oh Land    |
| 2013 | „Renaissance Girls“ | —                      | —                      | —                      | —                      | Wish Bone  |
| 2013 | „Pyromaniac“        | —                      | —                      | —                      | —                      | Wish Bone  |
| 2014 | „Head Up High“      | —                      | —                      | —                      | —                      | Earth Sick |

### Hostování
| Rok  | Název                                                                     | Album                      |
| ---- | ------------------------------------------------------------------------- | -------------------------- |
| 2010 | „Love Lost City“ (Peder a Oh Land)                                        | Dirt & Gold                |
| 2011 | „Life Goes On“ (Gym Class Heroes a Oh Land)                               | The Papercut Chronicles II |
| 2012 | „Etuda E dur, Op. 10 č. 3 ‚Smutek‘ (verze Oh Land)“ (Lang Lang a Oh Land) | The Chopin Tristesse EP    |